# Parlament der Demokratischen Republik Kongo

Das Parlament der Demokratischen Republik Kongo ist ein Zweikammersystem und besteht aus
- der Nationalversammlung (Unterhaus)[1]
- dem Senat (Oberhaus)[1]

jeweils mit Sitz in Kinshasa.